# Belux Bukasa Kasongo
Belux Bukasa Kasongo né le 13 août 1979, en République démocratique du Congo est un ancien joueur de football au poste de milieu de terrain. Après sa carrière de joueur il entame une carrière d'entraîneur.
Avec une licence D de la CAF il est entraîneur de l'équipe d'AmaZulu FC U-19.

## Palmarès
Avec le BEC Tero Sasana FC
- Coupe de la Ligue thaïlandaise
  - Vainqueur : 2014

## Statistiques
| Saison  | Club            | Pays                                           | Championnat                                                    | Matches | But |
| ------- | --------------- | ---------------------------------------------- | -------------------------------------------------------------- | ------- | --- |
| 2001    | AS Vita Club    | Drapeau de la république démocratique du Congo | Linafoot                                                       | 30      | 0   |
| 2002    | FK SKA Rostov   | Drapeau de la Russie                           | Deuxième division                                              | 3       | 0   |
| 2003    | AS Vita Club    | Drapeau de la république démocratique du Congo | Linafoot                                                       | 27      | 1   |
| 2004/05 | Silver Stars    | Drapeau d'Afrique du Sud                       | Premier Soccer League/Championnat d'Afrique du Sud de football | 13      | 0   |
| 2005/06 | Silver Stars    | Drapeau d'Afrique du Sud                       | Premier Soccer League/Championnat d'Afrique du Sud de football | 8       | 1   |
| 2006/07 | AmaZulu FC      | Drapeau d'Afrique du Sud                       | Premier Soccer League/Championnat d'Afrique du Sud de football | 27      | 2   |
| 2007/08 | AmaZulu FC      | Drapeau d'Afrique du Sud                       | Premier Soccer League/Championnat d'Afrique du Sud de football | 26      | 0   |
| 2008/09 | AmaZulu FC      | Drapeau d'Afrique du Sud                       | Premier Soccer League/Championnat d'Afrique du Sud de football | 16      | 0   |
| 2009/10 | AmaZulu FC      | Drapeau d'Afrique du Sud                       | Premier Soccer League/Championnat d'Afrique du Sud de football | 20      | 1   |
| 2010/11 | AmaZulu FC      | Drapeau d'Afrique du Sud                       | Premier Soccer League/Championnat d'Afrique du Sud de football | 19      | 0   |
| 2011/12 | AmaZulu FC      | Drapeau d'Afrique du Sud                       | Premier Soccer League/Championnat d'Afrique du Sud de football | 25      | 0   |
| 2013    | BEC Tero Sasana | Drapeau de la Thaïlande                        | Premier League                                                 | 23      | 1   |
| 2014    | BEC Tero Sasana | Drapeau de la Thaïlande                        | Premier League                                                 | 15      | 0   |
| Total   | Total           | Total                                          | Total                                                          | 252     | 6   |